# Thiago Espírito Santo
Thiago Espírito Santo (São Paulo, 1980) é um contrabaixista brasileiro.

## Carreira
Filho do multi-instrumentista Arismar do Espirito Santo e da pianista Sílvia Goes, desde muito cedo trabalhou arduamente para desenvolver o seu estilo no baixo elétrico.
Isso resultou em uma maneira própria de Thiago tocar o contrabaixo o que contribuiu para que, ao longo de 20 anos de carreira, acumulasse uma série de shows e gravações por todo Brasil e exterior, ao lado de grandes artistas como: Hermeto Pascoal, Dominguinhos, Toninho Horta, Hélio Delmiro, George Benson, Paulo Moura, Renato Borguetti, Yamandú Costa, Gregoire Maret, Hamilton de Holanda, Oswaldinho do Acordeon, Heraldo do Monte, Arismar do Espirito Santo, Silvia Goes, Gabriel Grossi, Marcio Bahia, Robertinho Silva, Jim Stinnett, Dom Moio, Todd Johnson, Kenwood Dennard, Alessio Menconi, Toquinho, Filó Machado, Maria Bethânia, Nelson Sargento, Wilson Simonal, Jane Duboc, Jair Rodrigues, Fabio Jr, Frejat, Marina de La Riva, Luciana Mello, Jair Oliveira, Miltinho Edilberto, Trio Virgulino, O Teatro Mágico, Kiko Loureiro entre outros.[carece de fontes?]
O músico já se apresentou em diversos países como: Estados Unidos, Argentina, Equador, Alemanha, Áustria, Espanha, Portugal, Holanda, Itália, França, Moçambique, Japão e Rússia.
Thiago também ministra aulas, palestras e workshops em diversas cidades brasileiras, entre elas: Brasília (30º e 32º CIVEBRA), Cuiabá (SEMUS),  Ourinhos (Festival de Música), Curitiba (Oficina de Música), Maringá (Festival de Música), Cascavel, Itajaí, Macapá, João Pessoa, Salvador, Guarujá, Florianópolis, São Paulo, Ribeirão Preto, Campinas, Natal, Porto Alegre, Santa Maria, Joinville, Blumenau, Brusque, Bauru, São Carlos, Adamantina,  entre outras.
Thiago escreveu o método de contrabaixo que será aplicado em 360 polos do Projeto Guri.
Com uma dúzia de discos lançados, entre trabalhos solos e em grupo, Thiago se destaca também pelo seu trabalho como produtor musical. Em 2012 foi indicado ao Grammy Latino pela produção de um álbum do Oswaldinho do Acordeon.

## Discografia
Em 2002 foi lançado o projeto UMDOISTRIO ao lado de Michel Leme, (guitarra) e Cuca Teixeira (bateria).
Em 2003 lançou o CD Resistindo.
Em 2005 Seu primeiro CD solo “Thiago Espirito Santo” foi lançado pela gravadora Maritaca, o qual foi extremamente elogiado pela crítica em geral. O álbum mostra o talento do músico como baixista, violonista e compositor de nove das quatorze faixas do álbum, com releituras de Villa-Lobos, Bach, Tom Jobim.
Em 2006, Thiago produziu o cd “Foto do Satélite” de Arismar do Espirito Santo.
Em 2008 lançou seu segundo CD “Hemisférios”. O álbum gravado ao vivo em dezembro de 2006 traz sete composições inéditas de Thiago, que vem acompanhado por Alex Buck (bateria) e Edson Sant’Anna (piano).
Em 2009 lançou o projeto Neural Code – com Kiko Loureiro (guitarra) e Cuca Teixeira (bateria).
Em 2011 o artista lançou seu terceiro disco solo - Na Cara do Gol (Guaruba), desta vez atuando como guitarrista e baixista; Produziu o CD "Forró Chorado", de Oswaldinho do Acordeon; Gravou seu primeiro cd internacional "The Jazz Tradiiton"  ao lado de Jim Stinnett, Todd Johnson e Dom Moio;
De 2011 a 2013 Thiago integrou o grupo O Teatro Mágico, com quem gravou o CD e DVD "Recombinando Atos".
Em 2014 lançou seu novo trabalho intitulado Musician's Soul, no qual é acompanhado por Mestrinho no acordeon e Fábio Peron no bandolim.
Thiago é endorser das cordas La Bella, Aguilar Amplifiers e correias Basso.

## Recepção da crítica
Crítica do disco Alma de Músico | Musician's Soul
MPB ganha nova Alma